# 펜타클
펜타클(알리스터 크롤리(Aleister Crowley)를 따라 텔레마(Thelema)에서는 Pantacle 로 표기되고 발음되지만 철자는 궁극적으로 엘리파스 레비(Éliphas Lévi)에서 유래됐다.) 은 마법을 불러일으키는 데 사용되는 탈리스이며 일반적으로 양피지, 종이, 옷 또는 금속(그 외의 다른 물질도 가능하다)으로 만들어졌다. 상징(Symbols)들은 뒷면에 그려지기도 하지만 솔로몬의 인장(다윗의 별)을 그려넣기도 한다.
펜타클은 의복의 가슴 부분에 꿰메거, 목에 걸거나 땅이나 제단 놓여있는 납작한 물건일 수 있다. 펜타클은 거의 항상 디스크나 평평한 원 모양이다. 그러나 황금여명회(Hermetic Order of the Golden Dawn) 에서는 펜타클은 소환의 삼각형 안에 놓여진다.
솔로몬의 열쇠 에서는 다양한 종류의 펜타클을 찾을 수 있다. 펜타클은 위카 (Wicca) 라고 불리는 신이교(neopagan)에서 다른 마법 도구들과 같이 사용된다.
황금여명회(Golden Dawn)와 위카(Wicca)에서는 펜타클이  기본원소를 상징한다. 1909년 Rider-Waite-Smith 타로 덱 (펜타클은 Arthur Edward Waite 가 디자인함)과 이를 기반으로 한 다음 세대 타로 덱, Wicca에서는 펜타클은 펜타그램을 명백히 포함하고 있다. 이 형태의 펜타클은 제단이나 신성한 공간으로 사용할 수 있는 디스크 위에 구조화된다.

## 정의
펜타클을 묘사한 최초의 문서는 유사 피에트로 다바노(Pietro d'Abano)가 쓴 헵타메론( <i id="mwLA">Heptameron)</i> 이라고 불리는 1500년대 마도서와 솔로몬의 열쇠(Key of Solomon)였다. 헵타메론 에는 펜타클이 하나만 있는 반면, 솔로몬의 열쇠 에는 수십 개의 펜타클이 있다. 헵타메론의 펜타클 은 패티 십자가와 문자로 장식된 육각형인 반면, 솔로몬의 열쇠의 펜타클은 매우 다양한 디자인을 가지고 있으며 그 중 단 두 개만이 오각형이다. 이는 펜타클이 본질적으로 오각형이라고 명시한 1900년대 이후 대중적인 펜타클 정의와 대조된다.
'위카의 아버지'로 알려진 Gerald Gardner는 1909년 Rider-Waite-Smith 타로 덱 에서 펜타클에 대한 개념을 얻었는데, 여기서 펜타클은 오망성으로 덮인 디스크이다.
Gardner의 1949년 저서 하이 매직의 원조(High Magic's Aid) 와 1954년 저서 Witchcraft Today에서 Gardner는 펜타그램을 의미하는 "다섯개 별"로 펜타클을 정의했다. Gardner는 1959년 저서 '마녀의 의미' The Meaning of Witchcraft 에서 펜타클을 '오각형'의 동의어로 정의했다.
많은 후기 위칸들 사이에는 '펜타클'에 대한 특별한 정의가 있다. 즉, '펜타클'은 원으로 둘러싸인 '오망성'을 의미한다.